# Gröngölingen är på väg
Gröngölingen är på väg är en diktsamling av Barbro Lindgren, utgiven på förlaget Rabén & Sjögren 1974. Den utkom i nyutgåva 2010.
Samlingen hade undertiteln Dikter för barn och andra och riktade sig till både vuxna och barn, dock primärt till de sistnämnda. Samlingen kännetecknas av ett enkelt, drömskt tonfall, ibland med lätt humoristiska anslag, även när sorgliga ämnen behandlas. Dikterna ur samlingen är vanligt förekommande i dödsannonser.
Gröngölingen är på väg är en av titlarna i boken Tusen svenska klassiker (2009).

## Utgåvor
- Lindgren, Barbro (1974). Gröngölingen är på väg: dikter för barn och andra. Stockholm: Rabén & Sjögren. Libris 1322967
- Lindgren, Barbro (2006). Gröngölingen är på väg dikter för barn och andra /. Enskede: TPB. Libris 12602843
- Lindgren, Barbro; Olausson Säll Katarina (2010). Gröngölingen är på väg: dikter för barn och andra ([Ny utg.]). Stockholm: Rabén & Sjögren. Libris 11743101. ISBN 978-91-29-67215-2

### Fotnoter
1. ↑  ”Gröngölingen är på väg”. Libris.kb.se. http://libris.kb.se/hitlist?q=barbro+Lindgren+Gr%C3%B6ng%C3%B6lingen&r=&f=simp&t=v&s=rc&g=&m=10. Läst 31 januari 2013.
2. 1 2  Gradvall et al 2009, #397